# 三沙湾 (福建)
26°41′N 119°40′E / 26.683°N 119.667°E
三沙湾位于福建省东北部寧德市霞浦縣、福安市、蕉城區和福州市罗源縣间。东西长45公里，南北宽25公里。海湾总面积713.89平方公里，其中水域面积405.86平方公里。海湾形似一个伸展的右手掌，四周群山环绕，海岸线曲折，湾内岛屿众多。西北侧有赛江、霍童溪、七都溪等中小河溪注入，东南有东冲半岛与东中國海相隔。三沙湾湾内水域开阔，仅东南方经东冲口与东中國海相通，口门宽仅3公里，腹大口小，是个半封闭型的海湾。湾内的三都澳为著名天然良港。
　　